# 拉菲·李扎
拉菲·李扎（1999年4月15日—），是孟加拉板球运动员，2017年6月8日，他代表维多利亚体育俱乐部在2016-17年度达卡英超联赛板球联赛完成首秀。